# Morro do Baú
O Morro do Baú é um morro de 819 metros de altura localizado no estado brasileiro de Santa Catarina. É muito procurado por esportistas para a prática de alpinismo, trekking e ciclismo off-road, bem como por suas famosas cachoeiras e fontes, próprias para rapel. Para se chegar ao pico, são 4 140 metros de subida.
Em 2008 a região foi arrasada pelas enchentes que assolaram o estado.